# Lijst van burgemeesters van Spaarnwoude
Dit is een lijst van burgemeesters van de voormalige Nederlandse gemeente Spaarnwoude tot die gemeente in 1857 samen met Haarlemmerliede opging in de gemeente Haarlemmerliede en Spaarnwoude.
| Ambtsperiode | Naam burgemeester         | Partij of stroming | Bijzonderheden                                                                        |
| ------------ | ------------------------- | ------------------ | ------------------------------------------------------------------------------------- |
| 1812 - 1831  | Jacob Kuyper              |                    | maire/schout/burgemeester, tevens schout/burgemeester van Haarlemmerliede (1817-1831) |
| 1831 - 1850  | Johannes Henricus Schmidt |                    |                                                                                       |
| 1850 - 1852  | mr. H.A.F.D. van Meeuwen  |                    |                                                                                       |
| 1853 - 1857  | Frederik Hendrik Kleine   |                    | later burgemeester van Haarlemmerliede en Spaarnwoude                                 |